# Kurt Rüdt von Collenberg
Kurt Wilhelm Stefan Freiherr Rüdt von Collenberg, später auch Collenberg-Bödigheim (* 14. Juni 1882 in Offenburg; † 5. April 1968 im Schloss Bödigheim zu Bödigheim) war ein deutscher Generalleutnant der Luftwaffe im Zweiten Weltkrieg.

## Leben
Dem Adelsgeschlecht Rüdt von Collenberg entstammend, war Kurt das jüngste Kind des badischen Kammerherrn und Landgerichtsdirektors Albrecht Rüdt von Collenberg-Bödigheim (1845–1909) und dessen Ehefrau Mathilde, geborene von Porbeck (1851–1911). Sein älterer Bruder war der spätere Diplomat Heinrich Rüdt von Collenberg.
1889 ging die Familie nach Karlsruhe, wo sein Vater eine Anstellung als Landesgerichtsrat erhielt. Hier schloss er sein Abitur ab und begann seine militärische Karriere am 11. Juli 1901 mit dem Eintritt als Fahnenjunker in das 1. Badische Leib-Grenadier-Regiment Nr. 109 der Preußischen Armee in Karlsruhe. Er avancierte bis Ende Januar 1903 zum Leutnant, wurde Anfang Oktober 1909 zum Adjutanten des III. Bataillons ernannt und stieg Ende Januar 1911 zum Oberleutnant auf. 
Zu Beginn des Ersten Weltkriegs wurde Rüdt zum Regimentsadjutanten ernannt und am 19. Oktober 1914 zum Hauptmann befördert. Vom 6. Oktober 1914 bis zum 20. Juli 1916 war Rüdt als Adjutant der 55. Infanterie-Brigade kommandiert. Anschließend führte er zunächst die 2., dann die 7. Kompanie sowie im November 1916 das II. Bataillon seines Stammregiments. Am 25. November 1916 erfolgte seine Versetzung als Adjutant zum Stab der 6. Armee und ab dem 1. April 1917 war er beim Generalkommando des V. Armee-Korps. Am 6. Dezember 1917 übernahm Rüdt das Kommando über das Reserve-Jäger-Bataillon Nr. 4. Am 15. Juli 1918 wurde er an der Front verwundet und musste mehrere Wochen in einem Lazarett verbringen.
Nach Kriegsende und seiner Gesundung war Rüdt ab Anfang Januar 1919 kurzzeitig Adjutant beim Generalkommando des XIV. Armee-Korps, bevor er am 16. Juni 1919 mit dem Charakter als Major aus dem Militärdienst entlassen wurde.
In den 1920er-Jahren war er Geschäftsführer einer Filiale der Welthandels-GmbH in Frankfurt am Main. Seit 1920 studierte er Jura und Nationalökonomie in München und Frankfurt, bevor er ab 1923 sein eigenes Hofgut bewirtschaftete. Im November 1932 wurde er zudem geschäftsführendes Vorstandsmitglied des Reichsverbandes Deutscher Waldbesitzer-Verbände in Berlin. Daneben war er Mitglied des Deutschen Herrenklubs in Berlin.
Am 30. Januar 1935 wurde er als E-Offizier in der Luftwaffe angestellt. Als Major wurde er Offizier z.b.V. im Reichsluftfahrtministerium und Vertreter des Ministeriums bei der bayerischen Rüstungs-Industrie. Ab dem 1. Oktober 1935 fungierte er als Wehrwirtschafts-Inspekteur XIII in Nürnberg, wo er nacheinander zum Oberstleutnant (1. April 1936), Oberst (1938) und zum Generalmajor (1. August 1940) befördert wurde. Kurz nach Beginn des Zweiten Weltkriegs wurde er am 1. Juli 1940 in das aktive Offizierskorps übernommen.
Am 1. April 1941 wurde Rüdt von Collenberg zum Rüstungs-Inspekteur A in Nordwestfrankreich (mit Sitz in Paris) ernannt. In dieser Stellung wurde er am 1. Juli 1942 zum Generalleutnant befördert. Einen Monat später schied er aus dem Militärdienst aus.
Rüdt von Collenberg heiratete am 21. März 1912 in Stuttgart Elisabeth von Mauch (* 1888). Aus der Ehe ging eine Tochter hervor.

## Schriften (Auswahl)
- Hat der deutsche Adel noch eine Aufgabe? In: DAA 9, 1953, S. 43 ff.
- Der Adel im heutigen Westdeutschland. In: DAA 11, 1955, S. 64–67.